# Alfred Terry

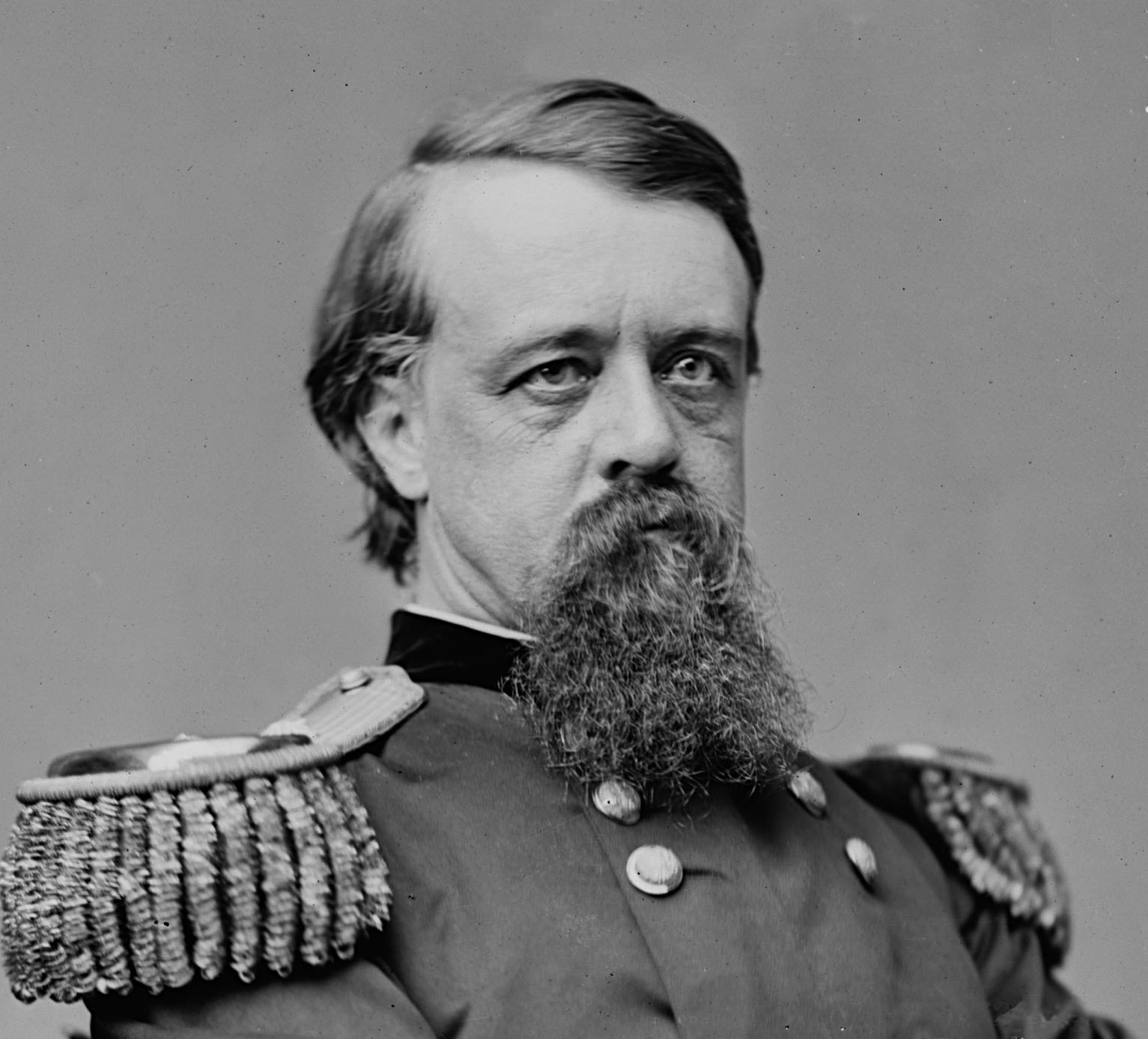
Alfred Howe Terry

Alfred Howe Terry (* 10. November 1827 in Hartford, Connecticut; † 16. Dezember 1890 in New Haven) war General des US-Heeres und von 1866 bis 1869, sowie von 1872 bis 1886 Militärbefehlshaber des Dakota-Territoriums.

## Anfänge und Karriere
Terry wurde in Hartford geboren, doch seine Familie zog kurz darauf nach New Haven, wo er den Großteil seiner Kindheit verbrachte. Nach Absolvierung der juristischen Fakultät in Yale wurde Terry 1848 Rechtsanwalt und beim obersten Gerichtshof von New Haven angestellt.

## Bürgerkrieg

### South Carolina
Als der Bürgerkrieg begann, stellte Terry ein Regiment von Freiwilligen aus Connecticut auf und führte es in den Krieg. Ihm wurde der Rang eines Obersten verliehen. Das Regiment kämpfte in der ersten Schlacht von Bull Run, nach der Terry mit seinem Regiment nach South Carolina verlegt wurde. Er wurde am 26. April 1862 zum Brigadegeneral der Freiwilligen befördert und ihm wurde die Morris Island Division des X. Korps unterstellt. 1863 nahm Terry an der Belagerung von Charleston und Morris Island teil. Seine Truppen führten weiterhin ein Feuergefecht bei Grimball’s Landing und eroberten im September 1863 Fort Wagner. Im folgenden Jahr wurde das gesamte X. Korps nach Norden verlegt, wo es unter Benjamin Franklin Butler in der James-Armee in Virginia diente.

### Virginia
Terrys Morris Island Division wurde in 1. Division des X. Korps umbenannt und kämpfte in der Schlacht von Proctor’s Creek und im Bermuda Hundred Feldzug bei Richmond, Virginia. Als die Belagerung von Petersburg begann, kämpfte Terry in den Schlachten nördlich des James, insbesondere der Schlacht von New Market Heights. Nach dem Tod von David B. Birney, dem Kommandierenden General des X. Korps, führte Terry dieses bis zu seiner Auflösung, einhergehend mit einer Beförderung zum Brevet-Generalmajor der Freiwilligen.

### Fort Fisher und North Carolina
Terrys größter Erfolg des Krieges kam, als er das Kommando des Fort Fisher Expeditions Korps übernahm. Benjamin Butler hatte Ende des Jahres 1864 vergeblich versucht, Fort Fisher zu erobern. Terry bekam das Vertrauen des Oberbefehlshabers des Heeres Ulysses S. Grant, eine zweite Expedition gegen das Fort anzuführen. Anders als Butler suchte Terry die Zusammenarbeit mit der Marine unter dem Kommando von David Porter. Am 13. Januar 1865 schickte Terry eine Division schwarzer Unionstruppen an die Nordseite von Fort Fisher, wo sie verhindern sollten, dass konföderierte Truppen unter Braxton Bragg dem Fort zu Hilfe kommen könnten. Seine andere Division unter dem Kommando von Adelbert Ames schickte er ebenfalls zur Nordseite des Forts, wo sie in der anderen Richtung das Fort angreifen sollten. Nach heftigem Nahkampf konnten die Unionstruppen das Fort erobern. Für die Eroberung des Forts wurde Terry am 16. Januar 1865 in den vollen Rang eines Generalmajors der Freiwilligen und gleichzeitig zum Brigadegeneral der regulären Armee befördert. Nachdem im folgenden Februar Verstärkungen eingetroffen waren, übernahm John McAllister Schofield das Oberkommando für den Feldzug gegen Wilmington, North Carolina. Nach dem Fall von Wilmington wurde das Fort Fisher Expeditions-Korps wieder in X. Korps umbenannt und Terry übernahm wieder das Kommando. An den restlichen Teilen des Carolina Feldzugs nahm er anschließend teil. Er gilt als einer der fähigsten Generäle des Bürgerkriegs, obwohl er keine klassische militärische Ausbildung genossen hatte.

## Tätigkeiten nach dem Krieg
Nach dem Krieg blieb Terry beim Militär. Er war an der Ausarbeitung des Friedensvertrags von Fort Laramie 1868 beteiligt, der den Feldzug von Häuptling Red Cloud gegen amerikanische Truppen in der Region beendete.
Terry wurde strikter Gegner des Ku-Klux-Klans, nachdem er zum Militärbefehlshaber des 3. Militärbezirks in Atlanta ernannt worden war. Dort diente er ab dem 22. Dezember 1869.
In den frühen Siebzigerjahren war Terry Präsident des Terry Boards, einer Kommission, die die Beschaffung eines Einzelladers im Kaliber .45-70 mit einem von Erskine S. Allin, dem Chefbüchsenmacher der National Armory, Springfield entwickelten Verschluss empfohlen hatte. Am 6. Juni 1872 verabschiedete der Amerikanische Kongress einen Kredit von $ 150.000 für die Fabrikation dieses Gewehres in der National Armory, das mit dem Modell 1873 und seinen späteren Varianten in den Indianerkriegen eingesetzt und bis 1894 die Ordonnanzwaffe der US-Streitkräfte war.
Während des heute so genannten Centenniel-Feldzugs 1876–1877 war Terry Kommandeur einer Heereskolonne, die in Montana die in der Gegend der Einmündung des Little Bighorn- und Rosebud Rivers in den Yellowstone River vermuteten Indianer wieder zur Räson bringen sollte. Zwei weitere Verbände (George Crook aus dem Süden und John Gibbon aus dem Westen) sollten ihn dabei unterstützen. Dort angekommen beauftragte Terry General Custer mit der Aufklärung der Gebiete südlich des Yellowstone River. Er selbst traf mit seinen Truppen nur kurz nach der vernichtenden Niederlage Custers gegen die Indianer auf dem Schlachtfeld am Little Bighorn ein. Im Oktober 1877 reiste er nach Kanada, um mit Häuptling Sitting Bull zu verhandeln. Auch während des Nez-Percé-Krieges war Terrys Kommando beteiligt und sandte Verstärkungen, um Chief Joseph anzugreifen.
1886 wurde Terry regulärer Generalmajor und bekam das Kommando über die Missouri-Division mit Hauptquartier in Chicago. 1888 schied er krankheitsbedingt aus dem Heer aus. Terry starb zwei Jahre später in New Haven, Connecticut, wo er auf dem Grove Street Friedhof beigesetzt wurde.